# Euthalia ellora
Euthalia ellora är en fjärilsart som beskrevs av Hans Fruhstorfer 1898. Euthalia ellora ingår i släktet Euthalia och familjen praktfjärilar. Inga underarter finns listade i Catalogue of Life.